# Wonsan (MLS-560)
ROKS Wonsan (MLS-560) je víceúčelová minonoska a podpůrná loď námořnictva Korejské republiky postavená v rámci programu MLS-I. Primárně slouží jako minonoska a vlajková loď minolovek, sekundárně slouží jako logistická podpůrná loď, nebo k výcviku. Jihokorejské námořnictvo původně plánovalo stavbu tří jednotek této třídy, kvůli nedostatku financí ale byla postavena pouze tato jedna.

## Stavba

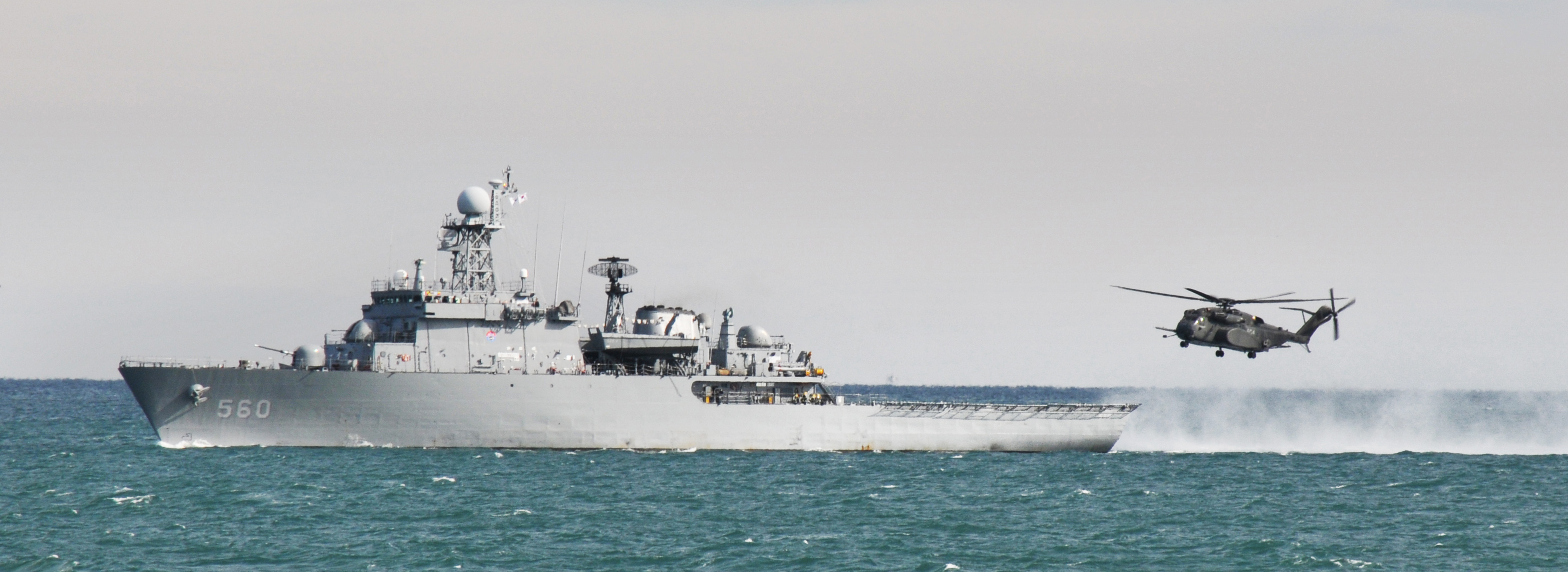
Wonsan s těžkým vrtulníkem CH-53

Plavidlo postavila v rámci programu MLS-I jihokorejská loděnice Hyundai Heavy Industries v Ulsanu. Stavba byla zahájena v červenci 1994, na vodu byla loď spuštěna v září 1996 a do služby byla uvedena v září 1997. Původně měla být postavena ještě dvě plavidla této třídy, jejich stavba ale byla zrušena kvůli nedostatku financí.

## Konstrukce

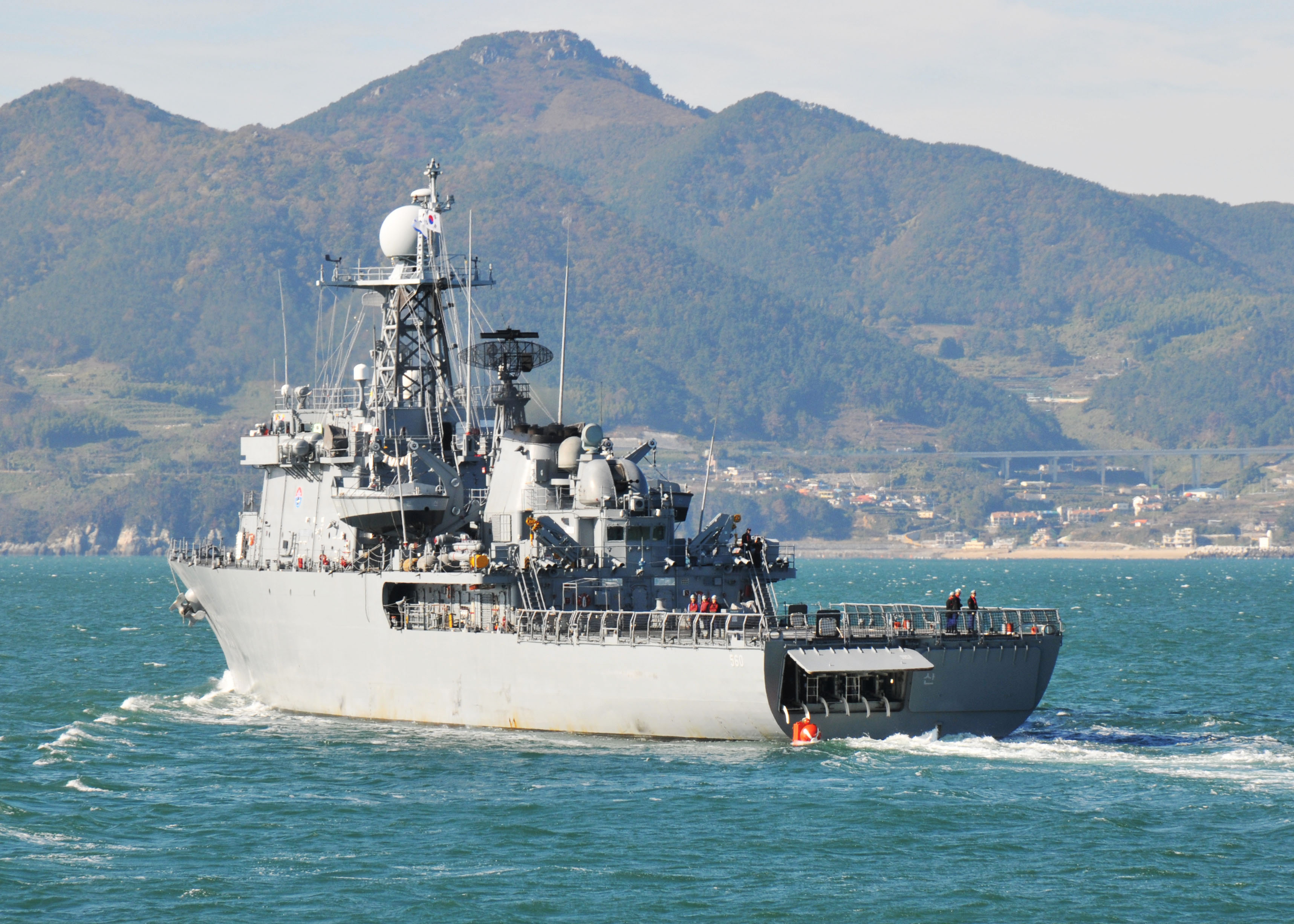
Wonsan

Elektroniku tvoří vzdušný vyhledávací radar Thales DA-05, radar S1810 a pozemní vyhledávací a navigační radar SPS-95K a sonar Thales PHS-32. Kanóny využívají systém řízení palby Samsung/Ferranti WSA-423, střelecký radar ST1802 a optronickou hlavicí Radamec 2400. Plavidlo je vyzbrojeno jedním 76mm kanónem OTO Melara Compact ve věži na přídi, dvěma 40mm dvojkanóny No Bong a dvěma trojhlavňovými 324mm torpédomety Mk.32. Obranu posiluje systém pro radiotechnický průzkum ULQ-11K propojený se dvěma vrhači klamných cílů Mk.137 systému Mk.36 SRBOC. Celkově plavidlo unese až 300 námořních min, které jsou umístěny na šesti párech kolejnic na zádi. Do moře jsou shazovány dvěma otvory na zádi, krytými poklopy. Na zádi se nachází rozměrná přistávací plocha a hangár pro těžký vrtulník MH-53E, který kromě přepravy nákladu může sloužit i k ničení min.
Pohonný systém koncepce CODAD tvoří čtyři diesely SEMT-Pielstick 12PA6, každý o výkonu 4300 hp, pohánějící dva lodní šrouby. Nejvyšší rychlost dosahuje 22 uzlů. Dosah je 4500 námořních mil při rychlosti 15 uzlů. Kvůli zlepšení nautických vlastností je plavidlo vybaveno párem aktivních ploutvových stabilizátorů.